# تاریخچه گیاهان (ری)

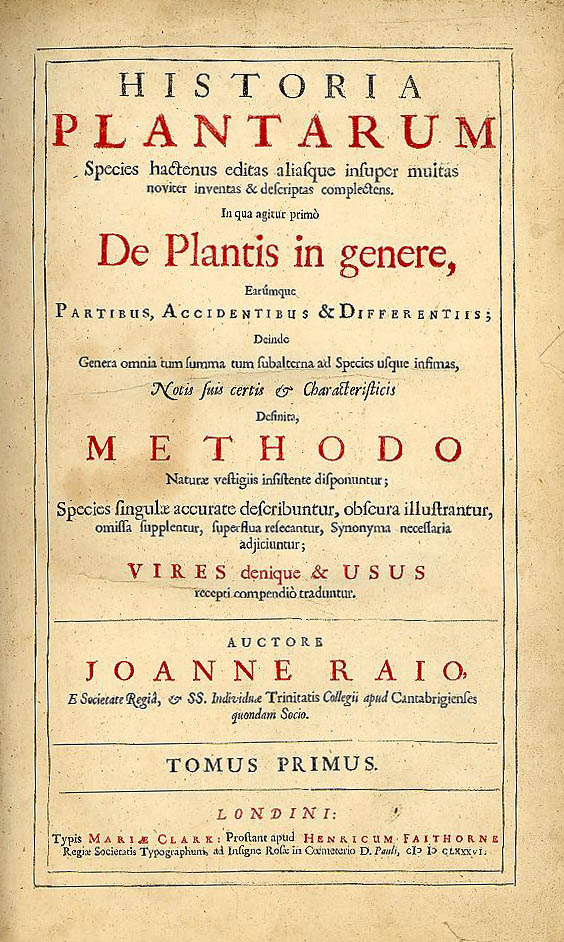
جلد کتاب «تاریخچه گیاهان» اثر جان ری، سال ۱۶۸۶

تاریخچه گیاهان کتاب گیاه‌شناسی اثر جان ری است که در سال ۱۶۸۶ منتشر شده‌است.

## انتشار
تاریخچه گیاهان در سه جلد: جلد اول در سال ۱۶۸۶، جلد دوم در ۱۶۸۸، و جلد سوم در سال ۱۷۰۴ منتشر شد. جلد سوم صفحاتی کم دارد، بنابراین معاون ری، جیمز پتیورِ عطار، در بین سالهای ۱۷۱۵ تا ۱۷۶۴ برای برطرف کردن کمبود صفحات به طرز مؤثر، کاتالوگ پتیور را منتشر کرد. کار روی دو جلد نخست مورد حمایت رئیس و اعضای آکادمی سلطنتی قرار گرفت.

### نسخه‌ها
- ری، جان (۱۶۸۶). تاریخچه گیاهان. لندن: کلرک. جلد ۱ - جلد ۲  - جلد ۳